# Силайське яблуко
Силайське яблуко (рос. Силайское яблоко) — науково-фантастична повість у формі фантастичного памфлету російського радянського письменника В'ячеслава Назарова. Повість написана приблизно в 1972 році, проте автору не вдалось опублікувати повість при житті, тому вперше вона була опублікована в 1978 році в посмертній збірці Назарова «Тягар рівних» (рос. Бремя равных), надрукованій у Красноярському книжковому видавництві. Повість пізніше неодноразово перевидавалась, зокрема увійшла до збірки кращих творів радянської фантастики 50—70-х років ХХ століття в альманаху «Советская фантастика 50 — 70-х годов», незважаючи на те, що в самій повісті є недвозначні критичні натяки на тогочасну радянську дійсність, зокрема «Стальний кокон» (натяк на «Залізну завісу» та відомий радянський вислів «Небо в клітинку»), вислів «Батько рідний» (рос. Отец родной), а також схожість біографії головного дисидента планети Свіра Кокіля Урана з біографією одного з найвідоміших радянських дисидентів Андрія Сахарова, хоча титул диктатора — «Великий Керманич» (рос. Великий Кормчий) — більше асоціюється з Мао Цзедуном, а розквіт тоталітарного суспільства автор відобразив ніби в замкнутому анклаві, хоча й з тексту повісті й капіталістичному. У повісті на фоні фантастичного сюжету — висадку розвідника федерації космічних планет на планету, де вже близько 200 років править один і той самий диктатор — автор у формі памфлету висловлює критику на тогочасний суспільний устрій, на думку багатьох літературних критиків, повість актуальна й до сьогодні, оскільки показує негативні сторони й сучасного суспільства.

## Сюжет повісті
Повість розпочинається із сатиричного опису вступу на посаду Великого Керманича планети Свіра, заселеної потомками вихідців із Землі, студента-невдахи місцевого столичного коледжу Оксигена Аша, який під час чергового сплеску боротьби за владу на планеті випадково практично безперешкодно зайшов до робочого кабінету правителя планети, й випадково зайняв крісло правителя, таким чином обійнявши цю посаду. Перший тиждень він лише дивом утримався при владі, оскільки спроби різних політичних угруповань фізично усунути його лише завадили одне одному. Для утримання влади він створює кілька організацій на свою підтримку, в які запрошує своїх колишніх політичних супротивників, після чого їх кількість значно зменшується, також він неодноразово отримує записки від клану так званих «проникливих» (рос. проницательные), які пропонують свою підтримку Керманичу, навзамін вимагаючи не втручатися в їх справи. Спочатку Оксиген Аш виконував їх вимоги, проте пізніше, зі стабілізацією політичної ситуації на планеті, він вирішив повністю сконцентрувати владу в своїх руках, повністю усунувши народ від прийняття будь-яких рішень, навіть неважливих, та оголосив «проникливих» поза законом. Пізніше він також розпорядився спорудити навколо планети металічну загорожу, яка отримала назву Стального Кокона, після чого із планетою припинилось будь-яке міжпланетне сполучення, на небі планети виникла сітка, що нагадувала ґрати, і в такому вигляді планета жила близько двохсот років без надійних джерел про її внутрішнє життя. За цей час численні колонії переселенців із Землі утворили Союз Дружніх Націй (на самій Землі живе лише близько 60 мільйонів осіб). Представники Союзу вирішують направити із розвідувальною місією на планету інспектора служби безпеки місцевого Галактичного району Іннокентія Шаніна. Перед цим йому описують стан справ на планеті. Експерти Союзу вважають, що після того, як Оксиген Аш вирішив, що будь-яке рішення на планеті, навіть саме незначне, потребує його особистого затвердження, та перестав показуватися іншим людям, логіка прийняття його рішень перестала бути людською, хоча вони виключають той факт, що це машинна логіка. На планеті поступово створюється суспільство споживання, технічний прогрес на планеті майже зупинився, окрім того, майже відкрито на планеті діє міжпланетна контрабанда через Сталевий кокон. Шаніна вирішують послати на планету замість одного із контрабандистів, який внаслідок нещасного випадку потрапив у лікарню на сусідній планеті, і з ним разом також має полетіти ще один свірянин, який боровся проти диктатора планети, та робив спробу замаху на його життя, та ще один справжній контрабандист.
Міжпланетний корабель із Шаніним та двома свірянами проходить через Сталевий кокон, проте їх невдовзі затримує прикордонний патруль на чолі зі старим знайомим справжних контрабандистів Гороном. Щоб дістатися планети, Шанін вирішує запропонувати Горону стати посередником із продажу справжнього земного женьшеню особисто Великому Керманичу планети. Той погоджується, та пропонує двом контрабандистам — Шаніну та свірянину, який є провідником землянина, одягнути форму працівників служби безпеки, та під приводом участі в транспортуванні особливо небезпечного злочинця Каніра Урана, до столиці планети, а саме до міністра державного милосердя (державної безпеки) Тираса Уфо. Попутно Шанін дізнається, що цьому гаданому злочинцеві дали справжнє ім'я його супутника, який не тільки боровся із керманичем планети, а й має з ним особисті рахунки. По дорозі до столиці планети свірянин попутно розказує про орден «проникливих», або «проників», зазначаючи, що він хоч і офіційно заборонений, його членами є більшість урядовців та співробітників правоохонних органів, у тому числі Горон та міністр Тирас Уфо. У столиці двоє розвідників поселяються в розкішному готелі, паралельно свірянин показує планетарний будинок уряду — Вічний Палац, поблизу якого знаходиться Башта Керманича, в який постійно проживає правитель планети, яка вважається неприступною, та до якої вхід іншим особам суворо заборонений. Одночасно Канір Уран повідомляє Шаніну, що готель побудував батько архітектора Вічного Палацу та Башти Керманича, та натякає, що його стратили. Одночасно він повідомляє, що має намір зайти до башти, та вчинити суд над правителем планети. На зауваження Шаніна, що в башту неможливо зайти, свірянин повідомляє, що він знає потаємний вхід. Далі розвідникам повідомляють, що допомогти їм зустрітися із міністром може якийсь Мос Леро, дуже таємнича особа. Після тривалих пошуків Шанін зі свірянином знаходять його в таємничому заміському будинку, і після тривалих перемовин він вирішує допомогти розвідникам зустрітися з міністром, повідомляючи, що має на нього та інших високопосадовців великий вплив, маючи важливу посаду — старшого сантехніка Вічного Палацу. Він сам відвозить Шаніна та Каніра Урана до столиці, та повідомляє, що вони зустрінуться на козлячих перегонах. Далі в повісті ретельно описаний перебіг цих перегонів, які в алегоричній формі символізують політичну боротьбу, проте Мос Леро чомусь не приходить на ці перегони. Далі в готелі розвідників арештовують та піддають тортурам, вимагаючи віддати нападникам якусь річ, після чого їх відвозять до якого приміщення, та через деякий час повідомляють, що їх арешт був помилкою, та їх відведуть до міністра Тираса Уфо. До міністра їх ведуть якимсь кружним шляхом, проте Канір Уран пізнає, що це Башта Керманича. Канір Уран довго розглядає портрет Керманича на стіні кімнати, куди їх привели, аж до приходу міністра. Той одночасно розповідає історію потрета на стіні, та повідомляє, що його намалював Кокіль Уран, дід Каніра Урана, та відомого вченого-фізика і спеціаліста з електроніки, та одночасно державного злочинця, який також володіє якимсь сімейним секретом, а також розповідає, що затриманий, якого називають Канір Уран, нічого не розповів на допитах, і має амнезію. Запитавши мету прибуття своїх співрозмовників до столиці, та дізнавшись, що вони хочуть побачити керманича, повідомляє, що він сам його ніколи не бачив, та мріє побачити його. Одночасно він розуміє, що перед ним не прості контрабандисти, він повідомляє, що є одним із керівників ордену «проникливих», а також для того, щоб дізнатися таємницю башти — таємний вхід до місця перебування правителя, він дав наказ замучити до смерті матір і батька Каніра Урана, яким цей секрет дістався від діда — архітектора башти, а сам цей секрет зашифрований у поемі, та, за переказами знаходиться під якимсь портретом правителя. Він повідомляє, що спочатку орден підтримував правителя, проте пізніше він перестав їх слухатися, а виконання всіх його розпоряджень, яке на думку ордена, мало призвести до хаосу на планеті, призвело до її процвітання. Завдяки генію будівничого башти правитель став неприступний для ордена, та ще й став довгожителем. Міністр вважає, що в таємничому чемоданчику гаданих контрабандистів ключ від башти, а вони самі є прибульцями з іншої планети. Вони підтверджують його припущення, а міністр повідомляє, що наказав убити Горона. Раптово в дверях кабінету з'являється Мос Леро, та повідомляє, що тільки він може говорити від імені ордену, а за вбивство Горона міністр буде покараний. Далі Мос Леро забирає міністра із собою, та пропонує розвідникам відпочивати в цьому кабінеті. Пізніше, коли старший сантехнік пішов, Канір Уран повідомляє Шаніну, що вхід до резиденції правителя знаходиться в цій кімнаті. Він пробує за допомогою електробритви знайти вхід, проте замок тривалий час не піддається, лише за допомогою фізичної сили вдається відкрити двері. Канір Уран і Шанін заходять до башти, де все покрито пліснявою. Їм вдається дістатися до кімнати правителя за допомогою транспортера для їжі, і по дорозі вони помічають, що її ніхто не їсть, а вона відразу відправляється в смітник. Пройшовши далі, вони виявляють скелет правителя у викопаній ним же глибокій ямі в кімнаті. Далі у повісті описується, що цю яму викопав сам Оксиген Аш у приступі манії переслідування, оскільки йому привиджувалось, що будівничий башти, Кокіль Уран, якого він наказав убити, причаївся в башті, та має намір прийти до правителя. Яма мала стати для нього пасткою, проте стала паскою для Оксигена Аша. далі Шанін зі свірянином виявляють розроблений правителем механізм, який ставив штампи рішень замість нього на подані документи. Він складався із трьох частин, які по черзі згідно теорії ймовірності, ставили штампи «так», «ні» і «відкласти». Цим пояснювалась і значна частина правильних рішень, що не могла забезпечити чисто машинна логіка, адже за рахунок рішення «відкласти» у майбутньому зростала кількість правильних рішень. Для досягнення перемоги над орденом «проникливих» та налагодження життя після революції на планеті Канір Уран залишається в башті та просить Шаніна допомогти йому в боротьбі. Той погоджується, а в кінці повісті він пригадує, що боротьба за перемогу справедливості на планеті тривала аж десять років.

## Переклади
Повість «Силайське яблуко» перекладена литовською мовою, та увійшла до збірки перекладів В'ячеслава Назарова на литовську мову «Vilčių keliai», яка вийшла у вільнюському видавництві «Vyturys» у 1988 році під назвою «Silajaus obuolys».